# Louisiana Tigers
Ne doit pas être confondu avec Tigers de LSU.

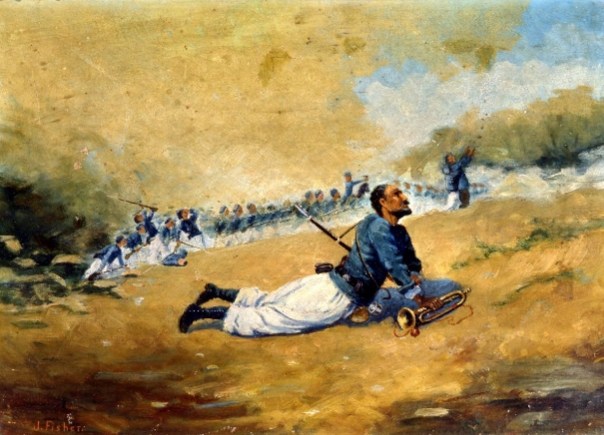
Louisiana Civil War Zouaves on the Battlefield par Charles J. Fisher, vers 1870, Louisiana State Museum. Remarque : La peinture représente un soldat allongé sur le champ de bataille, tenant un clairon.

Louisiana Tigers (« Tigres de Louisiane ») est un surnom générique pour des troupes provenant de Louisiane qui ont été intégrées à l'armée des États confédérés pendant la guerre de Sécession.

## Description
Initialement appliqué à une unité spécifique, le surnom s'est étendu à un bataillon, puis à une brigade pour finalement être donné à toutes les troupes de Louisiane combattant au sein de l'Armée de Virginie du Nord.
Bien que la composition exacte des Louisiana Tigers a changé au fur et à mesure que la guerre progressait, ils ont développé une réputation de troupes courageuses et aguerries. C'est notamment le cas des Louisiana Tigers de Harry T. Hays à la bataille de Gettysburg.